# Hidde Leegstra
Tjerk Hidde Leegstra (Soerabaja, 27 januari 1912 – Algarve, 23 oktober 1980) was een Nederlands vliegenier. Hij was luitenant-vlieger bij het Wapen der Militaire Luchtvaart (de voorloper van de Koninklijke Luchtmacht) en testvlieger bij Fokker.

## Biografie
Hidde Leegstra werd wel in Soerabaja geboren maar groeide in Hilversum op. Hij begon in Delft te studeren, maar maakte dat niet af. Hij was lid van het Nederlandse hockeyteam.
In 1933 werd hij vlieger en al gauw was hij instructeur op vliegkamp Soesterberg. In 1937 kwam hij in dienst bij Fokker. Hij heeft de Fokker G.1 een paar keer voorgevlogen voor potentiële kopers. Tot na de oorlog stond het hoogterecord op zijn naam van 11.353 meter dat hij met een Fokker D.XXI (217) haalde.
Hidde Leegstra was getrouwd met Hella Boereboom en vader van drie kinderen, Sjoerdje, Tjalda en zoontje Ruurd, die naar Hidde's vader was genoemd. Ze woonden in Hilversum.

### Oorlogsjaren

#### Testvlieger
Toen de Tweede Wereldoorlog uitbrak bleef Leegstra in dienst bij Fokker om allerlei toestellen in te vliegen, onder meer de neergeschoten en door Fokker herstelde Junkers Ju 52 toestellen, die hij goed kende omdat hij ze vaak voor de Duitsers had ingevlogen. Een van zijn collega's was testpiloot Emil Meinecke, die sinds 1936 op Welschap werkte en onder meer de D.XXI naar Schiphol vloog.
Op 5 mei 1941 vluchtte Leegstra met een voor de Duitse luchtmacht bestemde Fokker G.I naar Engeland. Zijn vrouw Hella bleef achter met de kinderen. Toen de Gestapo in Hilversum huiszoeking kwam doen, wist Hella dat haar man al veilig in Engeland zat. Toen Hella's onderburen verhuisden, nam ze Edith in huis, een 8-jarig joods meisje dat zich Halbertsma noemde. Hella knipte haar blonde krullen af om meer op de andere kinderen te lijken. Ediths vader werd gearresteerd en naar kamp Westerbork gebracht maar kon ontsnappen. Hij dook onder in Amsterdam en werd expert in het vervalsen van papieren. Ediths moeder was ondergedoken in Almelo. Via een koerierster had ze contact met Edith.

#### Ontsnapping
Leegstra had zijn ontsnapping zorgvuldig voorbereid. Hij maakte contact met een Duitse piloot, die hem een paar keer in zijn vliegtuig liet vliegen met 15 minuten brandstof. Leegstra hield elke testvlucht wat over door wat korter te vliegen, en spaarde zo voldoende op om ineens op een mistige dag naar Engeland over te steken. Op de bewuste dag liep hij om half vier met ir Piet Vos het vliegveld op, beiden in vliegersuniform. Vos werd nog even teruggeroepen omdat hij eigenlijk niets op Schiphol te maken had, maar kwam even later met testpiloot Emil Meinecke naar buiten. Ze mochten vertrekken, zoals altijd begeleid door een ander vliegtuig met Duitse bemanning. Die wisten ze van zich af te schudden boven het IJsselmeer waarna ze richting Engeland vlogen. Vanaf de grond werden ze beschoten, want ze hadden Duitse kenmerken op hun toestel, maar ze slaagden erin veilig te landen.

#### Jachtvlieger
Piet Vos ging bij de RAF als jachtvlieger; Leegstra werd instructeur op de jagers. Hij werkte voor de luchtmacht in verschillende delen van de wereld.

### Na de oorlog
Hella en de kinderen werden meteen na de oorlog overgebracht naar de Verenigde Staten, waar het gezin eerst in New Canaan ging wonen en daarna in Rye. Leegstra kwam na de oorlog in dienst bij de KLM in de Verenigde Staten. Nadat hij in 1955 was genaturaliseerd deed hij in 1956 in het Amerikaanse team mee aan de Olympische Zomerspelen. Na zijn pensionering ging hij in Portugal wonen.

## Militaire loopbaan
- Reserve Tweede luitenant-Vlieger: 16 augustus 1934
- Reserve Eerste luitenant-Vlieger: 16 augustus 1938
- Reserve-Kapitein-Vlieger:

## Onderscheidingen
- Vliegerkruis op 16 oktober 1941[2] voor zijn ontsnapping naar Engeland
- Vliegerkruis op 4 januari 1949[3] voor zijn acties bij de Grebbeberg
- Legionnaire in het Legioen van Verdienste in 1948